# 格蘭特縣 (肯塔基州)
格蘭特縣（英語：Grant County）是美國肯塔基州北部的一個縣。面積675平方公里。根據美國2000年人口普查，共有人口22,384人。縣治威廉斯敦（Williamstown）。
成立於1820年4月1日。縣名紀念約翰·格蘭特上校。本縣為一部份禁酒的縣。